# Filipa Azevedo
Pour les articles homonymes, voir Azevedo.
Filipa Azevedo est une chanteuse portugaise née à Gondomar près de Porto le 31 juillet 1991.
Elle représente le Portugal au Concours Eurovision de la chanson en 2010 avec la chanson Há dias assim et termine 18e en finale.
Aujourd'hui exilée à Londres avec sa famille pour suivre les cours de la London Music School, c'est à l'âge de 12 ans que naît cette passion pour la musique ; et quelques années plus tard, alors qu'elle n'a pas encore 16 ans, elle se fait remarquer dans un reality show portugais comparable à la "Nouvelle Star" en France. Sort en 2009 son album qui passera inaperçu, change de maison de disques et chante pour des causes caritatives comme Katrina ou encore Haïti.

## Discographie

### Albums
- 2009 : Filipa Azevedo

### Singles
- 2008 : Só eu sei
- 2009 : Tu és magia, tu és a paz (duo avec Susana Azevedo)
- 2010 : Há dias assim

### Compilations
- 2007 : Familia Superstar
- 2008 : Carrossel de Papel